# Bareno
Il bareno è un utensile utilizzato per la lavorazione di cavità cilindriche tramite asportazione di truciolo (barenatura). 
È generalmente costituito da una barra metallica sulla cui estremità viene montato un inserto in metallo duro (comunemente ed erroneamente chiamato widia, dal nome commerciale WIe DIAmant) con dimensioni e forme che dipendono dal tipo di lavorazione da realizzare.
Tipiche macchine utensili che fanno uso del bareno sono la fresatrice, il centro di lavoro e l'alesatrice.